# San Ramon
San Ramon város az USA Kalifornia államában, Contra Costa megyében. Lakosainak száma 84 605 fő (2020. április 1.).

## Népesség
A település népességének változása:
| Lakosok száma | 72 148 | 73 927 | 84 605 |
|               | 2010   | 2012   | 2020   |